# Jean-Baptiste Gendebien

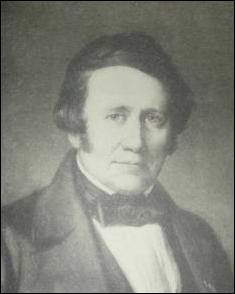
Jean-Baptiste Gendebien

Jean-Baptiste Gendebien (Bergen 17 mei 1791 - Brussel 7 augustus 1865) was een Belgisch officier, lid van het Nationaal Congres en industrieel.

## Biografie

### Familie
Jean-Baptiste Gendebien was een telg uit de familie Gendebien. Hij was een zoon van Jean-François Gendebien, advocaat, lid van het Corps législatif, lid van de Tweede Kamer, lid van het Nationaal Congres, voorzitter van de rechtbank van eerste aanleg in Bergen en gemeenteraadslid van Bergen, en een broer van Alexandre Gendebien, advocaat, lid van het Voorlopig Bewind, lid van het Nationaal Congres, minister van Justitie, volksvertegenwoordiger en gemeenteraadslid van Brussel.
Hij trouwde in 1824 met Thérèse Hennekinne (1797-1844), dochter van bankier Louis Hennekinne.

### Loopbaan
In 1804, amper 13, werd hij (symbolisch) officier in het regiment d'Arenberg. In 1815 was hij officier bij de Jagers te Paard.
Door het arrondissement Charleroi werd hij verkozen tot lid van het Nationaal Congres. Hij hield er slechts eenmaal een tussenkomst. Bij de ontbinding van de Constituante liet hij de politieke activiteit aan zijn broer over en bekommerde zich voortaan om het bestuur en beheer van vennootschappen waarin de familie Gendebien aandelen bezat. Hij werd ook voorzitter van de Kamer van Koophandel van Charleroi.
Hij was onder meer beheerder of commissaris van:
- Haut-Fourneaux de Châtelineau (1835)
- Charbonnages Monceau-Fontaine (1836)
- Charbonnages Mambourg et Bellevue (1837)
- Charbonnages Agrappe et Grisoeil (1837)
- Sucreries Farciennes et Tergnée
- Scieries de Molenbeek (1840)
- Moulins bruxellois (1841)
- Galeries Saint-Hubert (1845)
- Charbonnages belges (1846)
- Charbonnages de Charleroi (1846)
- Charbonnages d'Ognies-Aiseau (1847)
- Spoorwegen Dender en Waas (1852)
- Société pour le commerce du bois (1838)